# Henoonia
Henoonia, monotipski rod dvosupnica iz potporodice Goetzeoideae, dio porodice Solanaceae.. Jedina vrsta je kubanski endem H. myrtifolia.
Opisan je u Catalogus plantarum cubensium. .. 166–167. 1866.

## Sinonimi
- Bissea myrtifolia (Griseb.) V.R.Fuentes; Rev. Jard. Bot. Nacion. Univ. Habana 6(3): 12 (1985 publ. 1986)
- Castela brittonii (Small) Engl.; Engl. & K. A. E. Prantl, Nat. Pflanzenfam., ed. 2, 19a: 385 (1931)
- Castelaria brittonii Small; N. Amer. Fl. 25(3): 232 (1911)
- Henoonia angustifolia Urb.; Repert. Spec. Nov. Regni Veg. 18: 120 (1922)
- Henoonia brittonii (Small) Monach.; Tropical Woods, No. 75, 4 (1943)